# 格羅西奧普拉多區
格羅西奧普拉多區（西班牙語：Distrito de Grocio Prado）是秘魯的一個區，位於該國中南部伊卡大區的欽查省，始建於1914年12月7日，面積790.8平方公里，海拔高度93米，2005年人口22,856，人口密度每平方公里29人。